# Södermanlands runinskrifter 131
Södermanlands runinskrifter 131 (Sö 131) är en runsten från vikingatiden i Lundby i Lids socken, Nyköpings kommun. Runstenen är av grå granit och är 1,6 meter hög, 0,8 meter bred och 0,35 meter tjock. Runhöjden är 7–11 cm.
Den är en av de så kallade Ingvarsstenarna som restes efter de män som färdades och förolyckades i det ödesdigra Ingvarståget.

## Galleri

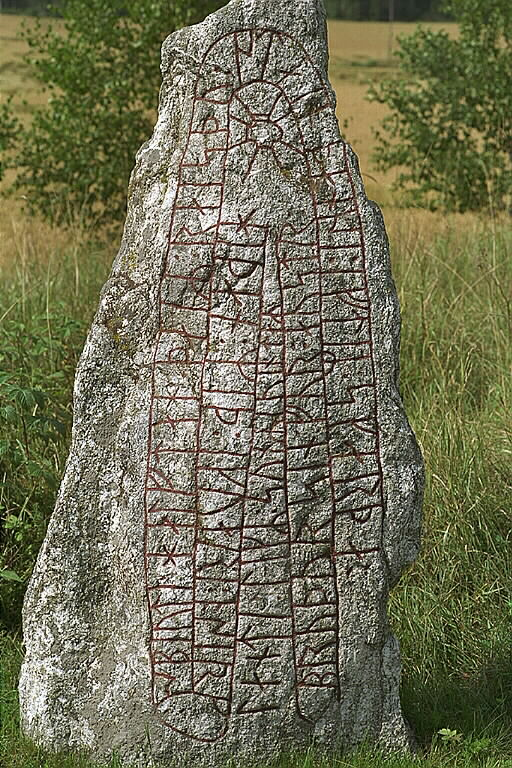
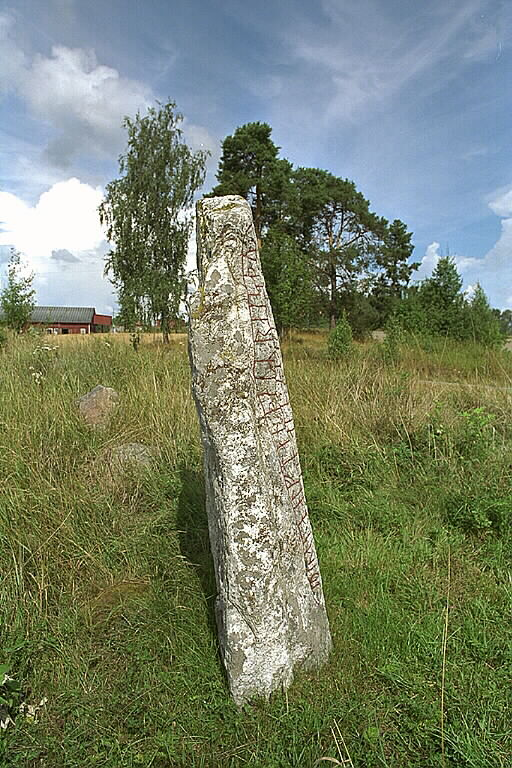
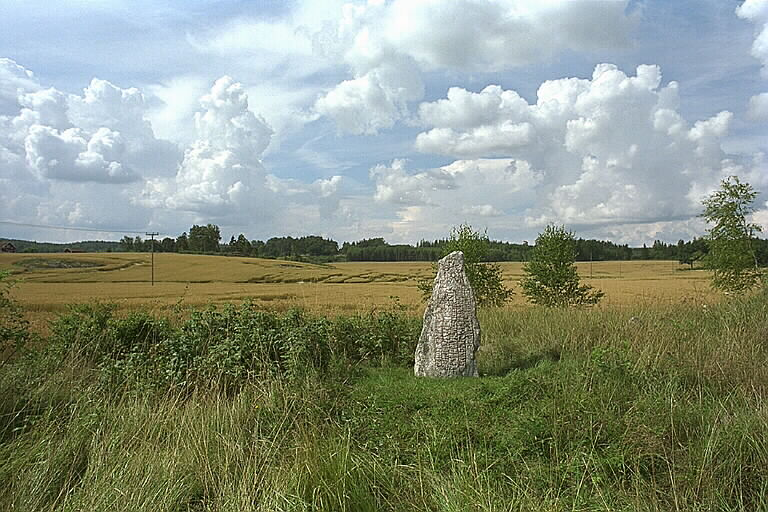
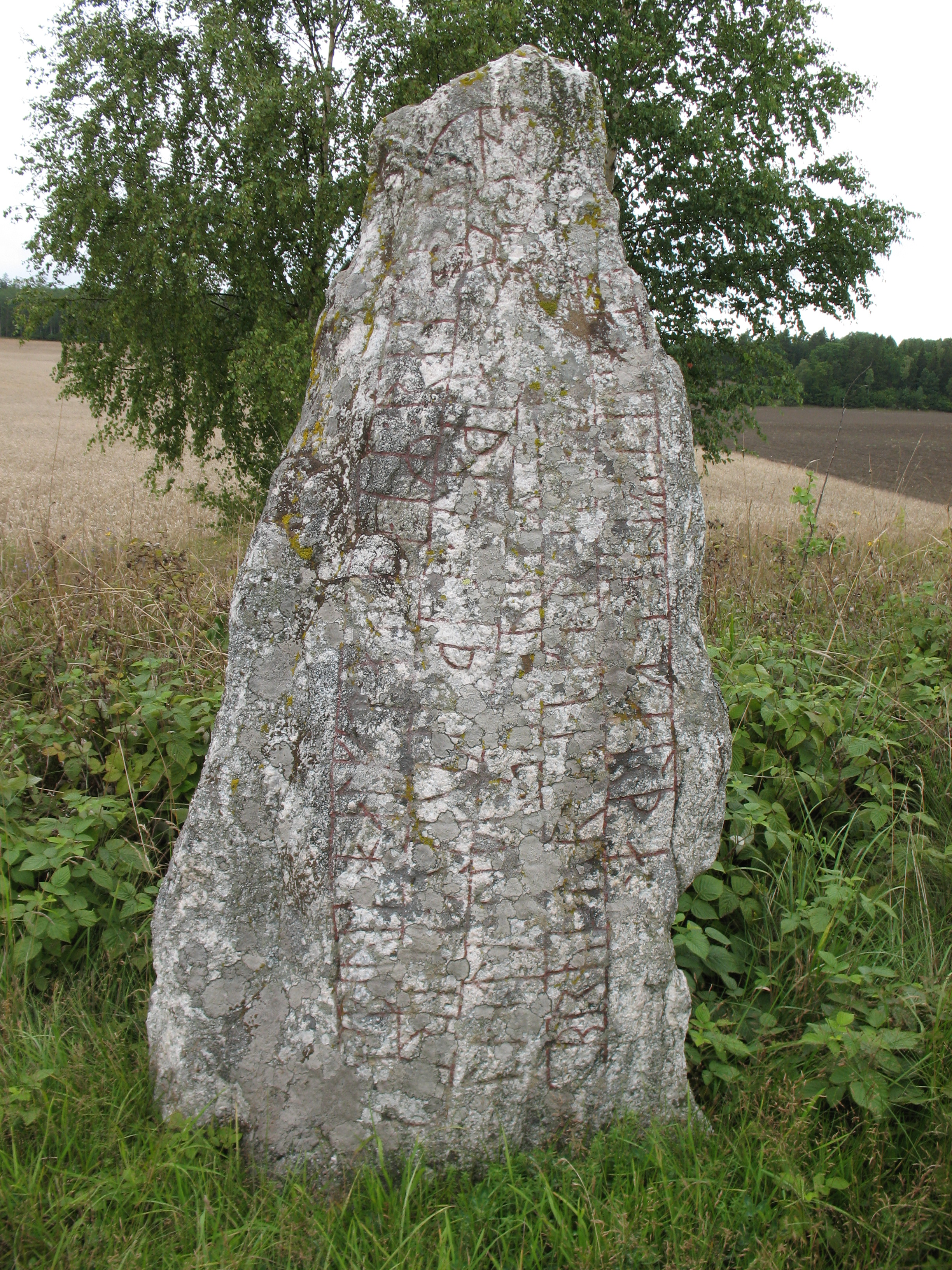
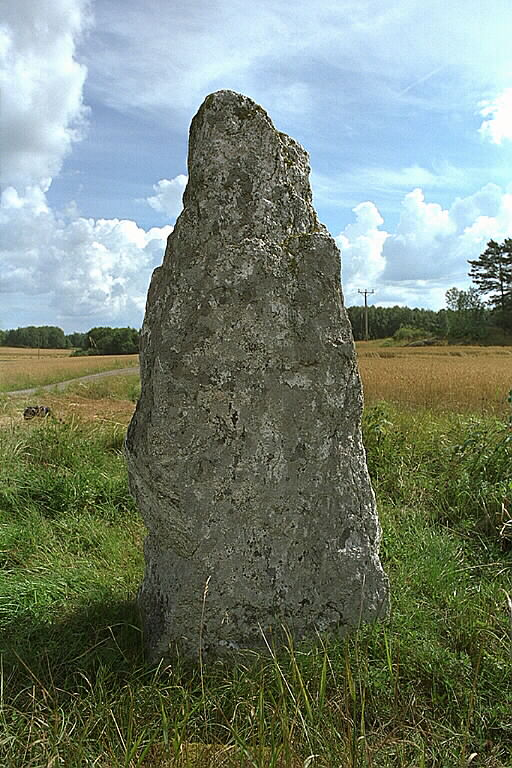

## Inskrift
Inskriften med runor:
᛬ ᛋᛒᛁᚢᛏᛁ ᛬ ᚼᛅᛚᚠᛏᛅᚾ ᛬ ᚦᛅᛁᛦ ᛬ ᚱᛅᛁᛋᚦᚢ ᛬ ᛋᛏᛅᛁᚾ ᛬ ᚦᛅᚾᛋᛁ ᛬ ᛂᚠᛏᛁᛦ ᛬ ᛋᚴᛅᚱᚦᛅ ᛬ ᛒᚱᚢᚦᚢᚱ ᛋᛁᚾ ᛬ ᚠᚢᚱ ᛬ ᛅᚢᛋᛏᚱ ᛬ ᚼᛁᚦᛅᚾ ᛬ ᛘᛁᚦ ᛬ ᛁᚴᚢᛅᚱᛁ ᛬ ᚭ ᛋᛁᚱᚴᛚᛅᚾᛏᛁ ᛬ ᛚᛁᚴᛦ ᛬ ᛋᚢᚾᛦ ᛁᚢᛁᚾᛏᛅᛦ
Translitterering av runraden:
: sbiuti : halftan : þaiʀ : raisþu : stain : þansi : eftiʀ : skarþa : bruþur sin : fur : austr : hiþan : miþ : ikuari : o sirklanti : likʀ : sunʀ iuintaʀ
Normalisering till runsvenska:
Spiuti, Halfdan, þæiʀ ræisþu stæin þannsi æftiʀ Skarða, broður sinn. For austr heðan með Ingvari, a Særklandi liggʀ sunʀ Øyvindaʀ.
Översättning till nusvenska:
Spjute, Halvdan, de reste denna sten efter Skarde, sin broder. For österut hädan med Ingvar, i Särkland ligger sonen till Övind.